# Arboreto de Mast

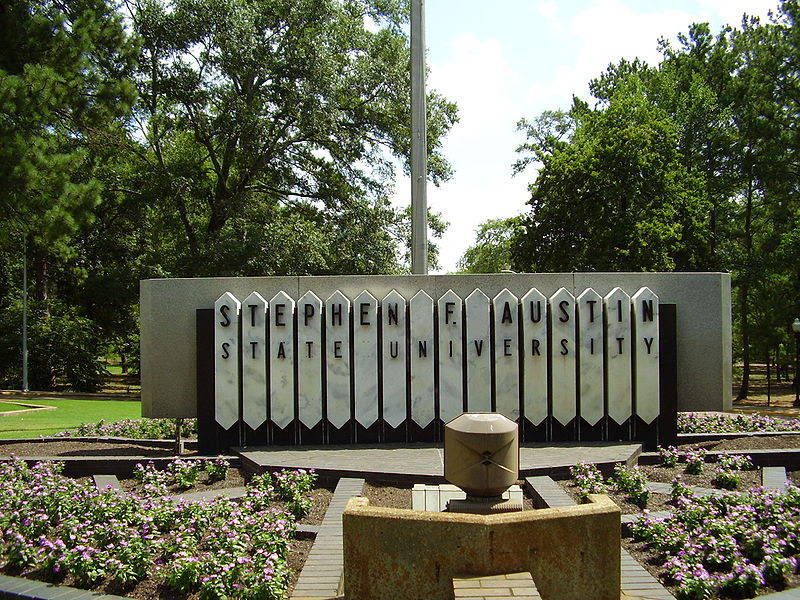
Entrada de la Universidad Estatal Stephen F. Austin.

El Arboreto Mast (en inglés : Mast Arboretum ), es un arboreto y jardín botánico de 20 acres (80. 937 m²) de extensión situado en el campus de la Universidad Estatal Stephen F. Austin en Nacogdoches, Texas, Estados Unidos.

## Localización
Mast Arboretum, Stephen F. Austin State University, 1936 North Street Nacogdoches, Nacogdoches County, Texas TX 75962 , United States of America-Estados Unidos de América.31°37′17″N 94°38′57.01″O / 31.62139, -94.6491694

El jardín está abierto todos los días del año y la entrada es gratuita.

## Historia
El arboreto comenzó su andadura en 1985 como un paisaje que al mismo tiempo era depósito de material vivo de plantas para los proyectos de las clases de la universidad.
Sus colecciones se han acrecentado con los años gracias a intercambios con el Arnold Arboretum, el United States National Arboretum, el North Carolina State University Arboretum, y otros más. 

## Colecciones
El arboreto contiene más de 3,000 especies de plantas que se muestran en 20 jardines temáticos : 
- Jardín de plantas de la herencia.
- Jardín de hierbas.
- Valle de Asia.
- Jardín comprensivo.
- Jardín de especies alimento para las mariposas.
- Colección de plantas carnívoras de los pantanos.
- Colección de trepadoras.
- Colección de especies y variedades del género Ilex.
- Colección de coníferas .
- Colección de helechos resistentes.
- Colección de especies tropicales.

El « Ruby Mize Azalea Garden » (8 acres) tiene un interés especial: fue creado entre 1997 y el 2001, y actualmente alberga 7,000 azaleas, 200 camelias, 200 variedades de aceres de Japón, 180 variedades de hydrangeas, y 400 otros árboles y arbustos ornamentales.